# Office EN-JIN
office EN-JIN 是由日本學研Plus媒體部門（原學研出版第3內容部門）經營的經紀公司，於2015年3月2日正式開放官方網站頁面。

## 歷史
2009年10月1日，由「株式會社學習研究社」（日语：株式会社学習研究社）旗下的學研教育出版社（日语：学研教育出版）（教育相關部門）和學報出版社（日语：研パブリッシング）（生活/趣味/實用書籍部門）創辦，作為其旗下子公司。
2015年3月2日，聲優經紀公司「office EN-JIN」正式設立。

## 所屬聲優

### 現任
- 橘龍丸

### 已離開
- 南條愛乃（創設時在籍[2]，2019年1月1日移籍至株式会社Ｎ３エンタテインメント[3]）
- 吉田翔吾
- 辻凌志朗
- 礒部花凛

## 外部連結
- 學研Plus官方網站（页面存档备份，存于）
- office EN-JIN 事務所官方網站
- 学研出版（页面存档备份，存于）
- Beyond Publishing（页面存档备份，存于）（電子書發行網站）

## 脚注
1. ↑  . 学研パブリッシング. 2015-03-02  [2015-03-02]. （原始内容存档于2015-03-02）.
2. ↑  . MANTANWEB（まんたんウェブ）. 2015-03-02  [2018-06-09]. （原始内容存档于2018-06-12）.
3. ↑  . ごきんじょるの 友の会. 2018-12-17  [2018-12-17]. （原始内容存档于2018-12-18）.